# Ястшеньски, Ксения
Ксения Ястшеньски-Симич (серб. Ksenija Jastšenjski-Simić, Ксенија Јастшењски-Симић; род. 2 сентября 1982, Белград) — югославская и сербская фигуристка, выступавшая в одиночном катании. В общей сложности семь раз становилась победительницей чемпионатов Югославии, Сербии и Черногории, Сербии (1995, 2002—2007). Соревновалась на международном уровне с 1994 по 2009 год.
Сербское издание «Политика» характеризовало Ястшеньски как лучшую фигуристку Сербии. После завершения соревновательной карьеры — судья, хореограф и тренер по фигурному катанию. Обучалась на факультете спорта и физического воспитания Белградского университета. Выступала в качестве эксперта-консультанта фигурного катания на «Радио и телевидение Сербии».

## Результаты
| Соревнования/Сезоны                   | 1992-03 | 1993-04 | 1994-05 | 1995-06 | 1996-07 | 1997-08 | 1998-99 | 1999-00 | 2000-01 | 2001-02 | 2002-03 | 2003-04 | 2004-05 | 2005-06 | 2006-07 | 2007-08 | 2008-09 |
| ------------------------------------- | ------- | ------- | ------- | ------- | ------- | ------- | ------- | ------- | ------- | ------- | ------- | ------- | ------- | ------- | ------- | ------- | ------- |
| Чемпионаты мира                       |         |         |         |         |         |         |         |         | 47      | 39      |         | 37      |         | 36      | 43      | 42      | 49      |
| Чемпионаты Европы                     |         |         |         |         |         |         |         |         |         | 33      |         |         |         | 31      | 35      | 37      |         |
| Чемпионаты мира среди юниоров         |         |         |         |         |         |         | 39      | 45      | 43      | 45      |         |         |         |         |         |         |         |
| Чемпионаты Сербии и Черногории/Сербии |         |         |         |         |         |         |         |         |         |         | 1       | 1       | 1       | 1       | 1       | 1       |         |
| Чемпионаты Югославии                  | 5       | 2       | 1       | 2       | 1 юн.   | 1       | 1 юн.   | 3       | 2       | 1       |         |         |         |         |         |         |         |
| Чемпионаты мира среди юниоров         |         |         |         |         |         |         | 39      | 45      | 43      | 45      |         |         |         |         |         |         |         |
| Nebelhorn Trophy                      |         |         |         |         |         |         |         |         |         | 27      |         |         |         |         |         |         |         |